# Franz Häffele
Franz Häffele, mitunter auch als Heffele, Hefele oder Häfele bezeichnet (* vermutlich 1711, Geburtsort unbekannt; † 25. Januar 1785 in Neckarsulm), war ein Barockbaumeister aus Neckarsulm (genannt: „Baumeister zu Neckarsulm“), der im Odenwald und Heilbronner Unterland zahlreiche Kirchen und sonstige repräsentative Gebäude erbaut hat.

## Biographie
Über seine Kindheit und Jugend ist nichts bekannt. Franz Häffele wird erstmals 1727 im Zusammenhang mit der Burg Stettenfels in Gruppenbach erwähnt. Er war zunächst im Auftrag des Grafen Ludwig Xaver von Fugger als einfacher Maurer tätig. Später qualifizierte er sich zum Baumeister und Architekten und wurde zu dieser Zeit „Baumeister von Gruppenbach“ genannt. Für den Grafen Ludwig Fugger baute er 1737 im Schlosspark ein „Lusthaus mit Saal“ und 1739/40 im Ort unterhalb des Schlosses das Rathaus. Aufgrund konfessioneller Streitigkeiten zwischen dem Grafen Ludwig Fugger (dieser war katholisch) und der protestantischen württembergischen Regierung wurde auch Häffele gezwungen, seine Güter in Gruppenbach zu verkaufen.
Bereits 1743 wurde Häffele die Bauführung für den Umbau der Abteikirche des Klosters Amorbach übertragen, nachdem seine Baupläne abgelehnt und den Plänen von Johann Maximilian von Welsch der Vorzug gegeben wurde. Dies ist durch das große Fresko des Augsburger Freskenmalers Matthäus Günther im Langhaus der Abteikirche belegt, das Franz Häffele als Bauführer mit einem Längenmaß und Dreispitz zeigt.
Er übersiedelte 1745 nach Neckarsulm und war ab dieser Zeit fast vier Jahrzehnte für den Deutschen Orden tätig, für den er unter anderem in Dahenfeld um 1745 die Kirche St. Remigius als Ersatz für eine baufällig gewordene ältere Kirche, in Tiefenbach 1747 die Jakobuskirche, in Offenau 1751 die Kirche St. Alban, 1757 in Neckarsulm den Turm der Kirche St. Dionysus und 1760 in Dahenfeld das Pfarrhaus errichtete. 1781 erbaute er gemeinsam mit J. M. Keller das Pfarrhaus in Erlenbach, 1781/1782 das Rathaus von Neckarsulm. In Neckarsulm war Häffele auch Gastwirt zum „Goldenen Engel“. Seine zweite Frau Maria Salome, geborene Röckel, gebar ihm hier zwischen 1747 und 1757 drei Mädchen und vier Jungen.

## Bauwerke

### Baustil
Franz Häffele hatte bei seinen Kirchen einen für ihn typischen Baustil, und er verwendete einen Modellplan, den er je nach Bedarf abwandelte. Zu seinem Stil gehörten unter anderem eine eigene Portal-Gestaltung, die häufige Verwendung von toskanischen Pilastern, eine gut gegliederter Turmaufbau und eine ausgeprägte Giebelgestaltung. Selten wich er von diesem Stil ab, wie zum Beispiel beim Kirchturm in Haßmersheim, wobei der Grund dafür bis heute nicht geklärt werden konnte.

### Bauwerks-Übersicht
- 1735 Grabkapelle und Kapuzinerhospiz auf Stettenfels (mussten wieder abgerissen werden, wg. Zerwürfnissen mit württembergischen Regierung)
- 1737 Lusthaus mit Saal und Gewächshaus mit geräumigen Kellerräumen, Stettenfels (beide existieren nicht mehr)
- 1737 Kapelle in Binswangen (Pläne erhalten)
- 1739/1740 (Altes) Rathaus in Gruppenbach
- 1740 Kirche in Erlenbach (Pläne erhalten)
- 1742 Kelter in Bachenau (Pläne erhalten)
- 1743/1747 Bauführer beim Umbau der Abteikirche Kloster Amorbach
- 1745 Bau der Remigiuskirche in Dahenfeld
- 1747 Tiefenbach, Bau der Jakobuskirche
- 1751 Offenau, Bau der Albanskirche
- 1751/1753 Amorbach, Stadtkirche St. Gangolf als Bauführer
- 1752 Bau der Wendelinskirche in Jagstfeld (nur noch der Turm ist erhalten)
- 1753 Bau der Kilianskirche in Hagenbach
- 1757 Neckarsulm, Kirchturm von St. Dionysius
- 1757 Bau der Schafscheuer in Kochendorf
- 1757 Bau des Marstall auf Schloss Horneck in Gundelsheim
- 1760 Höchstberg, Bau des Pfarrhauses
- 1760 Innenausbau von Schloss Horneck, Gundelsheim
- 1760 Bau des Kirchturmes in Haßmersheim
- 1760 Dahenfeld, Bau des Pfarrhauses
- 1766 Hesselbach, Kirche St. Luzia und St. Odilia
- 1766 Bau der Kirche St. Peter und Paul in Simprechtshausen (bei Mulfingen)
- 1767 Elsenfeld bei Miltenberg, Pfarrkirche
- 1768 Johannesberg bei Aschaffenburg, Johanneskirche
- 1781 Erlenbach, Pfarrhaus mit J. M. Keller
- 1781/1782 Rathaus-Neubau in Neckarsulm

## Bilder

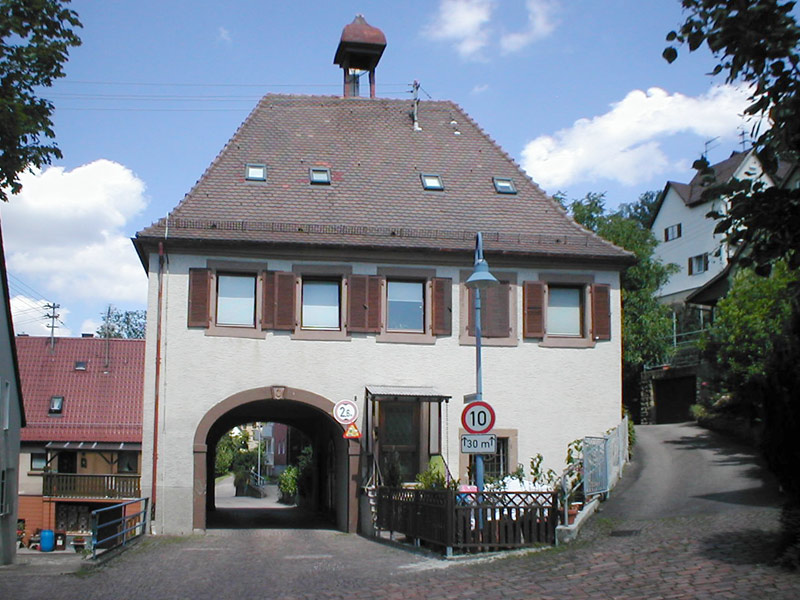
Altes Rathaus Gruppenbach, 1740
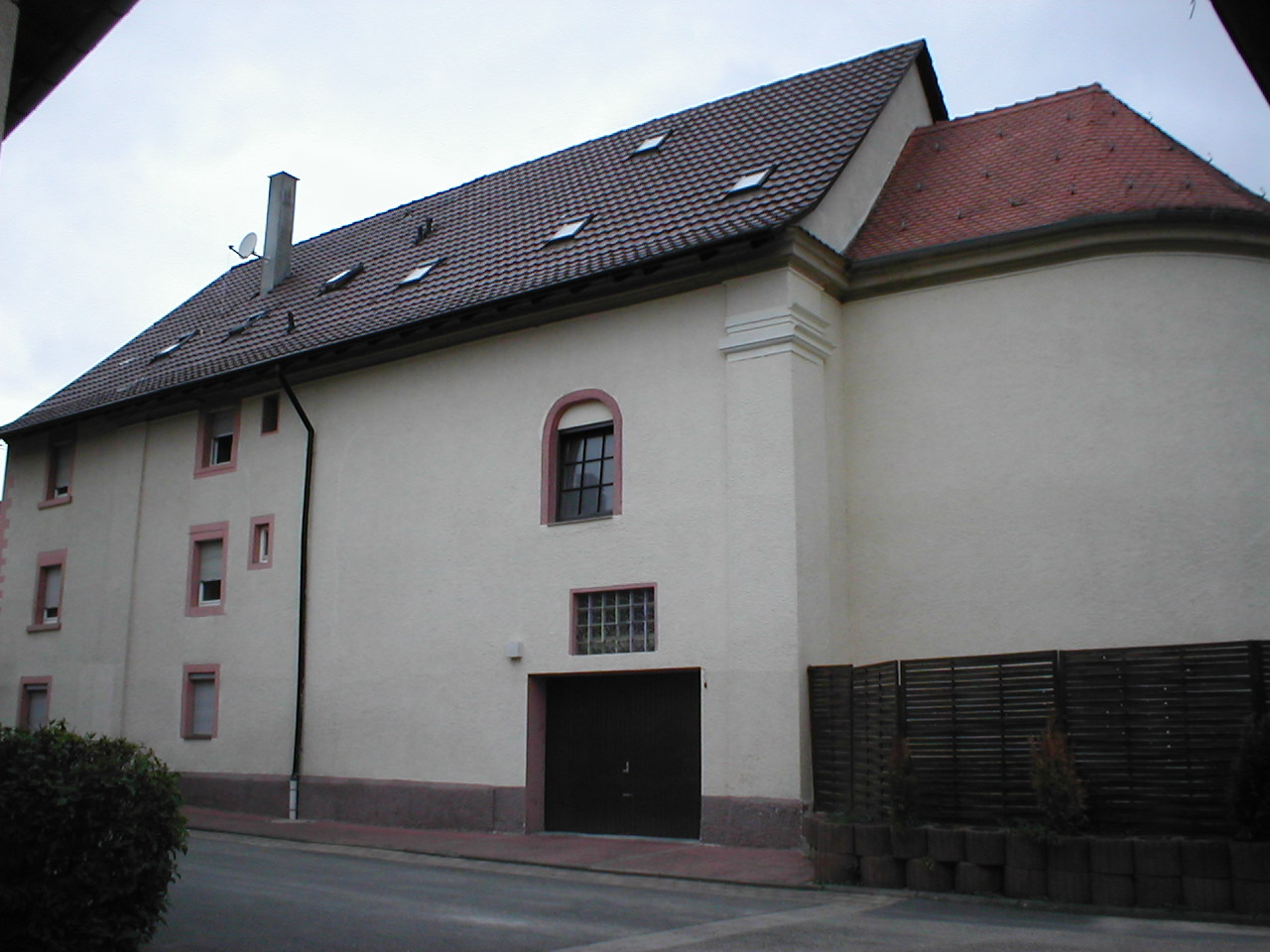
Jakobuskirche Tiefenbach, 1747 (profaniert nach 1900)
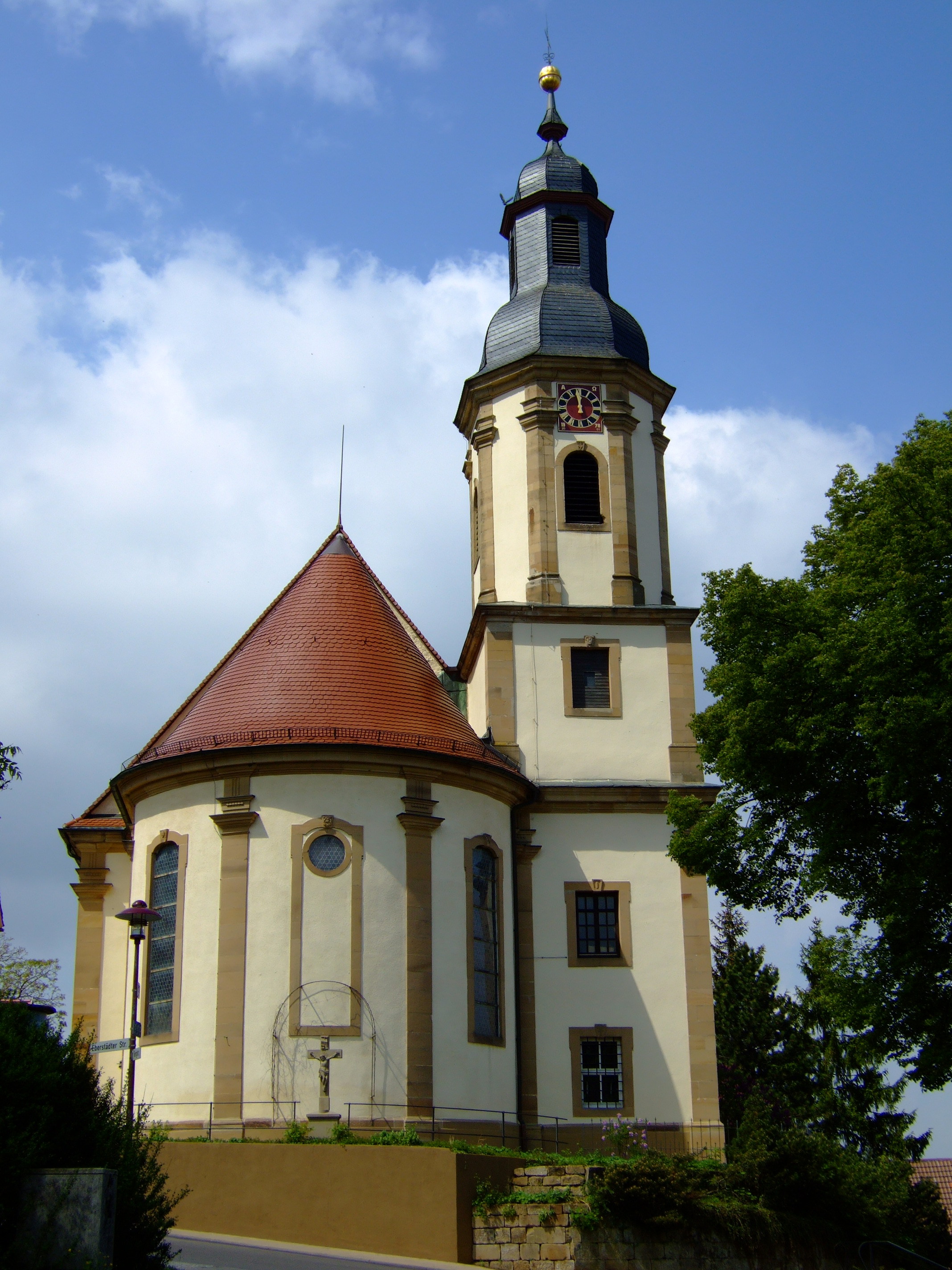
St. Remigius in Dahenfeld, 1748
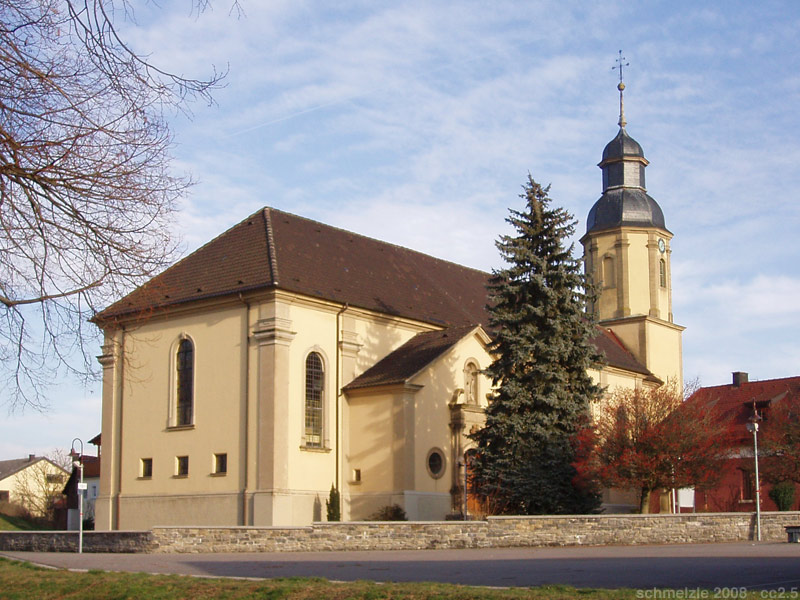
St. Alban in Offenau, 1751
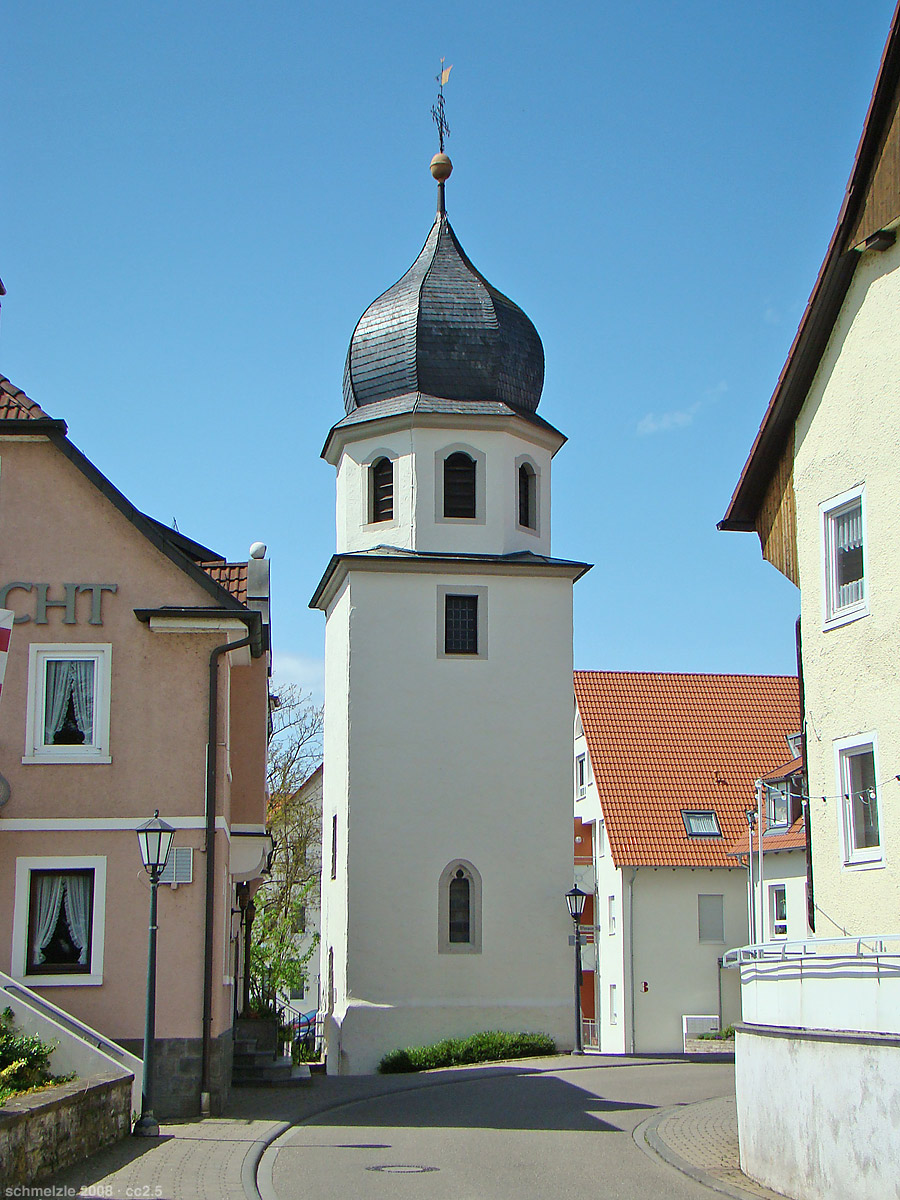
Wendelinskirche Jagstfeld (Turm ist erhalten), 1752
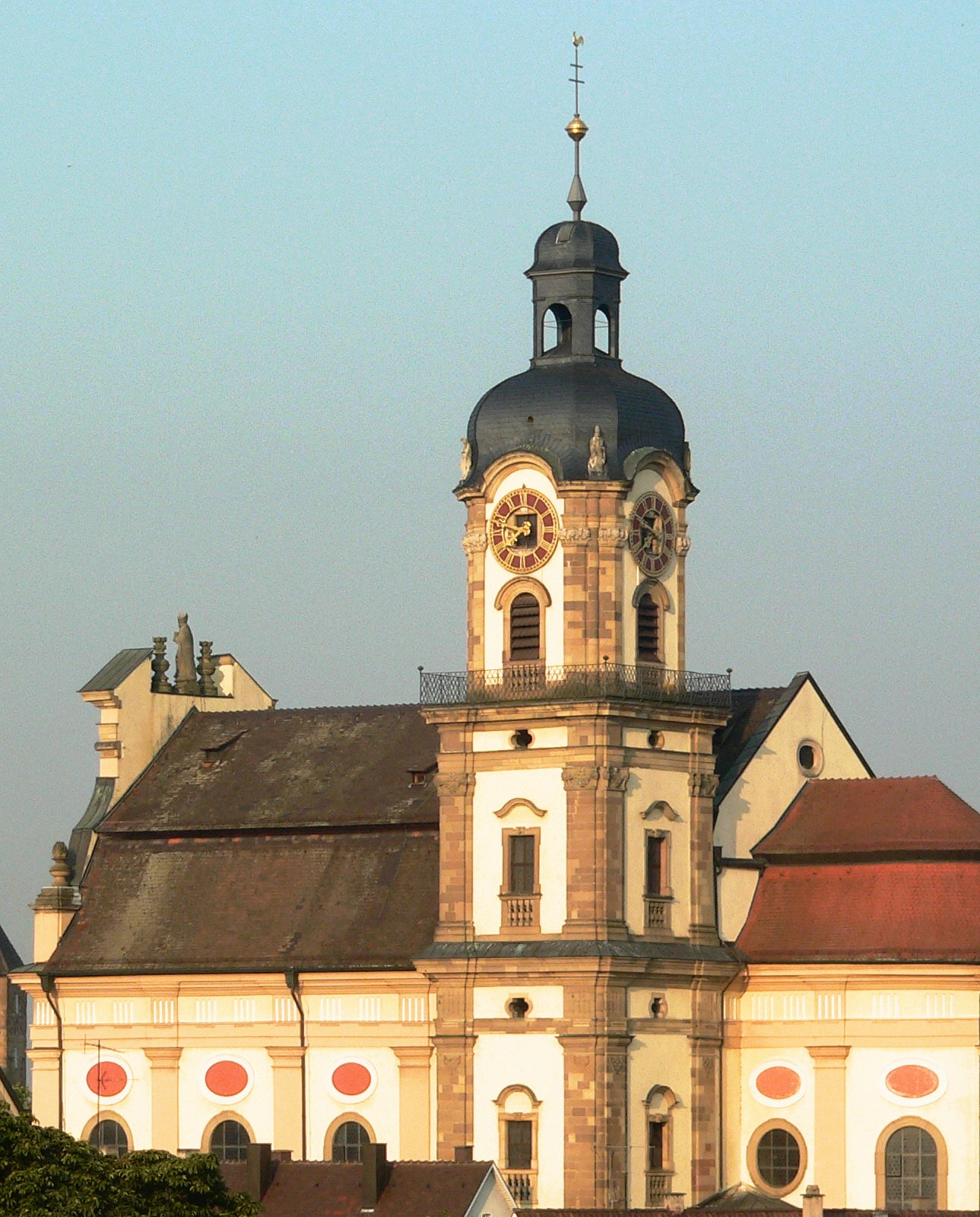
St. Dionysius in Neckarsulm, Turm von 1757
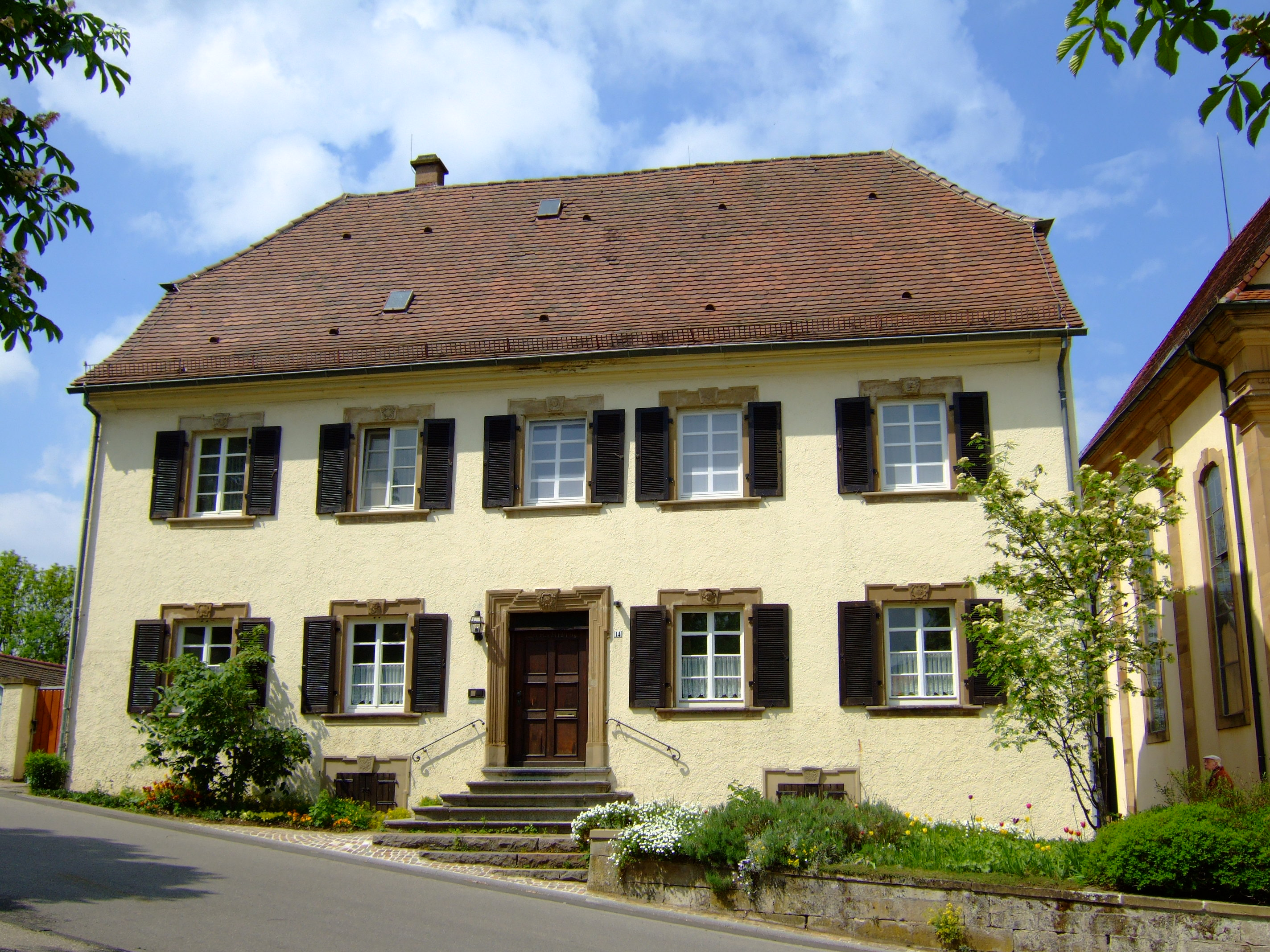
Pfarrhaus in Dahenfeld, 1760
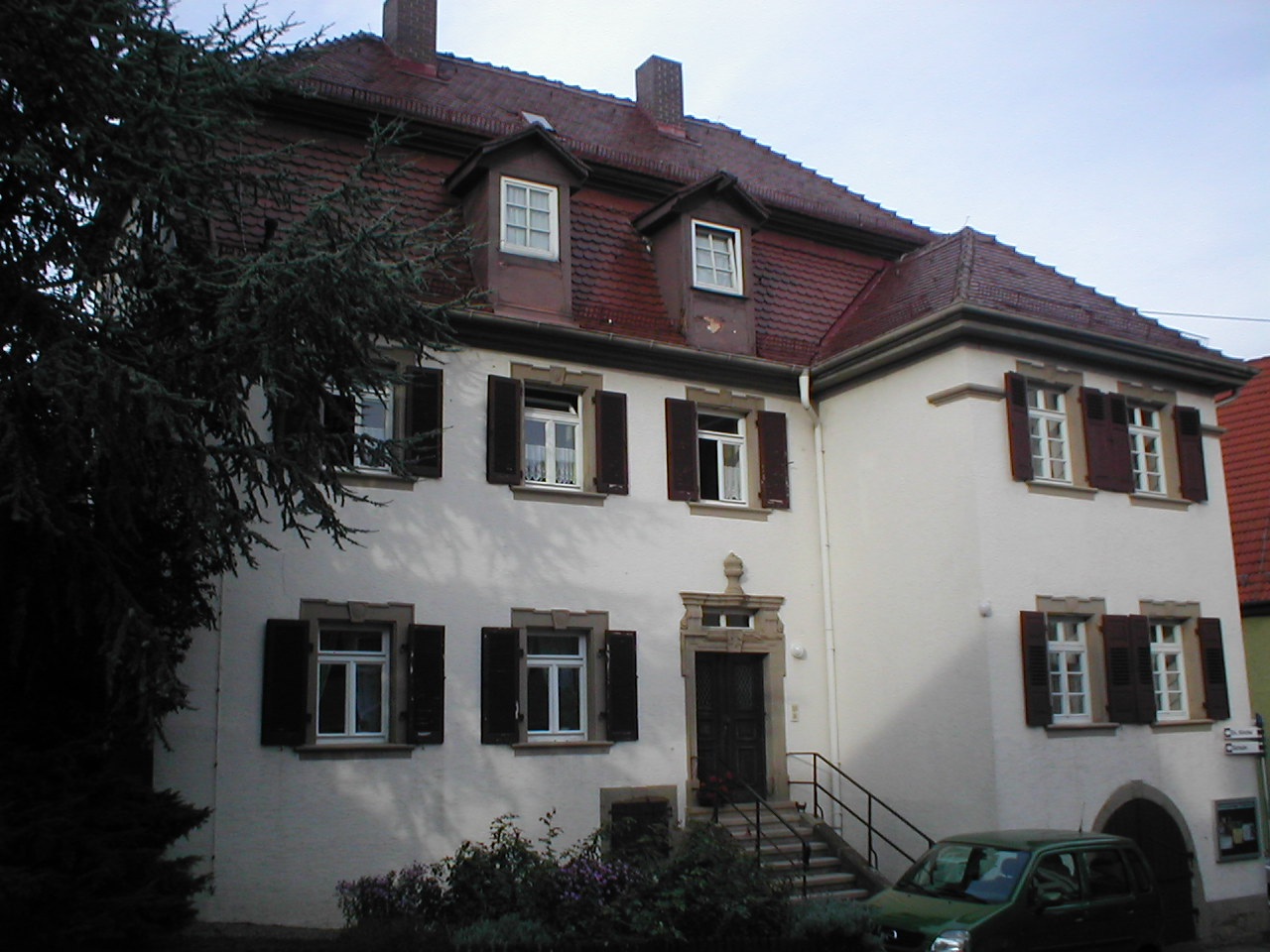
Pfarrhaus Erlenbach, 1781
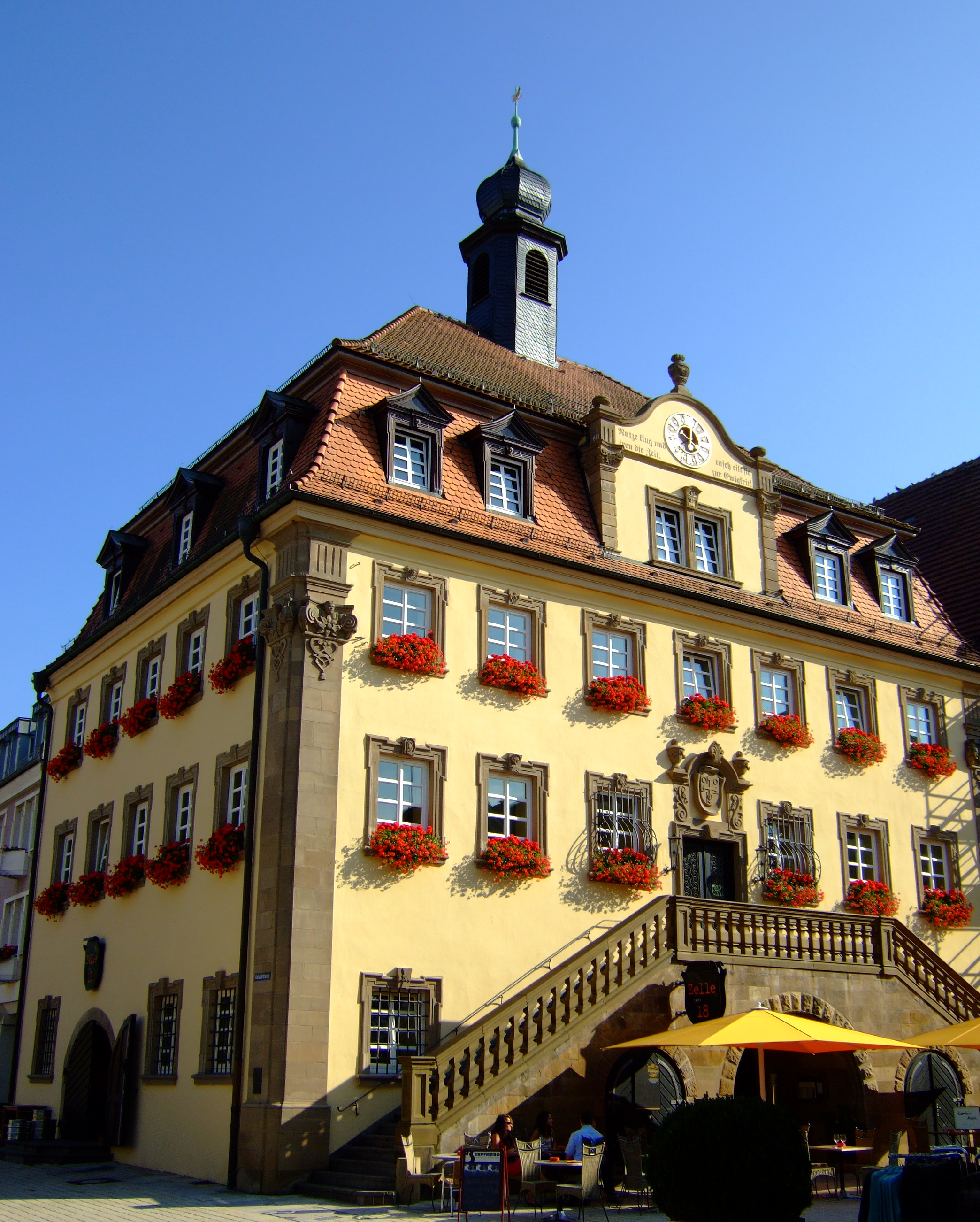
Rathaus in Neckarsulm, 1781/1782